# Anna Bergendahl
Anna Henrietta Bergendahl (rojena kot Anna Bergendahl), švedska pevka; * 4. november 1991, Hägersten, Švedska.

Anna Henrietta Bergendahl je bila rojena v Stockholmu, odraščala pa je v Nyköpingu in Katrineholmu. Ima delno irske korenine, saj se je njena babica rodila na Irskem. Prvi nastop pred občinstvom je doživela v yorški katedrali, ko je imela šele osem let. Leta 2004 je sodelovala v švedski glasbeni oddaji  Super Troupers, leta 2008 pa v oddaji talentov Idol 2008, kjer se je uvrstila med 5 najboljših.
Leta 2010 je s pesmijo This is my life zmagala na švedskem nacionalnem izboru za Pesem Evrovizije (Melodifestivalen) ter tako zastopala Švedsko na izboru v Oslu. Pesem se je 5. marca 2010 na švedskih glasbenih lestvicah povzpela na 1. mesto. Na evrovizijskem izboru je nastopila v drugem polfinalu, kjer je zasedla 11. mesto ter tako za eno mesto zgrešila finale. S tem se Švedska prvič od leta 2004, ko so na evrovizijskem tekmovanju uvedli polfinale, ni uvrstila v finalni izbor.

## Diskografija
- Yours sincerely (2010)